# DC: La nuova frontiera
DC: La nuova frontiera è una miniserie a fumetti di sei numeri, scritta e disegnata da Darwyn Cooke, pubblicata dalla DC Comics tra il 2003 ed il 2004. Ha vinto un Eisner Award, un Harvey Award ed un Shuster Award, ha avuto diverse edizioni, prima in due volumi tra il 2004 ed il 2005, poi in una "Absolute Edition" nel 2006 e in una "Deluxe Edition" nel 2015. La storia è stata adattata in un film animato dal titolo Justice League: The New Frontier, distribuito il 26 febbraio 2008.
La serie è influenzata da opere come Kingdom Come, The Golden Age, Watchmen, e Batman: The Dark Knight Returns. Analogamente a The Golden Age, La nuova frontiera è ambientata nei primi anni cinquanta, e descrive il modo in cui i supereroi della Golden Age come Superman, Batman e Wonder Woman incontrarono i grandi supereroi della Silver Age, come Lanterna Verde, Flash, e Martian Manhunter. La storia getta i ponti tra la fine della Golden Age e l'alba della Silver Age nell'Universo DC.

## Trama
La Seconda guerra mondiale era finita. La Guerra Fredda era cominciata. L'Era dei supereroi era in declino. Ma dove erano gli eroi del domani? Dalla prospettiva di questi individui che lo fecero accadere: si incontrarono Superman, Wonder Woman e Batman, che sopravvissero ai sentimenti anti-eroi della Guerra Fredda, così come i nuovi arrivati, quali il pilota aereo Hal Jordan, lo scienziato della polizia Barry Allen, e lo scienziato Ray Palmer, furono destinati a divenire la nuova generazione di combattenti del crimine. Tutti portati alla comune ed imminenete minaccia di una presenza aliena sulla Terra, dove dozzine di personaggi degli anni quaranta, cinquanta, e sessanta si unirono per sconfiggerla.

## Ambientazione
La nuova frontiera si ambienta dal 1945 al 1960. I camei del Presidente Dwight D. Eisenhower e dell'allora vicepresidente Richard Nixon, così come i riferimenti ai test atomici, ai movimenti per i diritti civili, e all'Unione Sovietica, furono inseriti per dare un senso all'ambientazione della serie. La storia trae ispirazione dai fumetti e dai film del periodo, così come il romanzo ed il film The Right Stuff di Tom Wolfe. La serie tentò di reinventare dinamicamente l'era che inaugurò la presidenza di John F. Kennedy.
La maggior parte da uno dei suoi discorsi fu utilizzato e ripetuto nella serie, e fu utilizzato da John Kennedy il termine di Nuova frontiera, da lui realmente usato nel suo primo discorso da Presidente degli Stati Uniti.
Contrariamente agli eventi attuali, nella serie ci furono degli errori storici, così come anche delle alterazioni di avvenimenti reali. Nella serie Eisenhower diventa presidente nel 1952. In realtà non lo fu prima del 1953. Il senatore Joseph McCarthy era il capo della Casa del Comitato delle Attività Non-Americane, ma in realtà, McCarthy non ne fu il capo in quanto fu eletto direttamente senatore nel 1948. John Stephens Wood era il capo del Comitato all'epoca. C'è un vago riferimento al Dipartimento dell'Energia degli Stati Uniti. Ma, a differenza della serie, non esisteva negli anni cinquanta.

## Continuity
La continuity in cui si ambienta La nuova frontiera può essere descritta come "la migliore di entrambi i mondi" dove le due ere della Golden e della Silver Age, entrambe diverse, dato che una fu creata dalle riviste "pulp" e l'altra, invece, fu creata dalla fantascienza, ora coesistevano. Nella serie furono anche applicati alcuni elementi tradizionali dell'Universo DC, certi personaggi o cose che non erano correlate alla Golden o alla Silver Age come i cameo di Harvey Bullock, Darkseid e Booster Gold, che non comparvero fino agli anni settanta-ottanta. Un altro fattore è che molti dei personaggi comparvero quando furono creati, e che non erano collegati all'epoca e alla storia intorno a loro. Come spiegato dallo stesso Darwin Cooke, da un fan via internet chiamato Fanboy Radio, "tutte le retcon sono irrilevanti; l'unica continuità che conta è la "continuità primaria" stabilita nel primo anno dai tizi che crearono le strisce dei fumetti. Sto seguendo l'esatta continuità dei fumetti originali nel tempo originale in cui comparvero". Per esempio, Martian Manhunter arrivò sulla Terra nel 1953, l'anno in cui fu creato il personaggio di Roh'Kar, che servì da personaggio prototipo finché il vero personaggio non comparve nella sua prima apparizione nel 1955, l'anno in cui J'onn J'onzz divenne un detective. Barry Allen divenne Flash nel 1956, lo stesso anno in cui comparve nei fumetti, e Hal Jordan acquisì l'anello del potere e divenne una Lanterna Verde nel 1959, di nuovo come nella storia. Mentre non fu rivelato, si immaginò che questo era il caso in cui venivano mostrati il Superman, il Batman e la Wonder Woman, che debuttarono rispettivamente nel 1938, 1939 e 1941. Lo stesso accadde con la Justice Society of America.
Cooke non utilizzò il concetto di multiverso delle Terre-1 e 2 come spiegazione della continuità della storia, e considerò La nuova frontiera come ambientata nella continuità pre-Crisi sulle Terre infinite. Tuttavia, l'universo di La nuova frontiera, o una versione molto simile, è una delle Terre del corrente multiverso di 52 Terre parallele, designata come Terra-21.

## Stile artistico
Lo stile artistico della serie ebbe parecchie influenze: dalle immermorabili illustrazioni di Jack Kirby dalle dita quadrate, muscoli e mascelle; linee semplici e pulite della Golden Age. Dalla deco-estetica del cartone animato di Superman di Fleischer al più moderno stile artistico tipico delle serie animate della Warner Bros. di Batman: La Serie Animata, ed un numero di altri show dell'universo animato DC. Cooke lavorò precedentemente come artista per alcune di queste ultime. Lo stile di Cooke somiglia fortemente a quello utilizzato da Bruce Timm.

## Premi
Fin dalla sua uscita, la serie vinse l'Eisner Award per la migliore serie limitata, migliori colori e migliore pubblicazione illustrata. Vinse l'Harvey Award per il migliore artista, miglior colorista, e migliore serie limitata e continuativa. E lo Shuster Award per il migliore fumettista (scrittore e disegnatore). Nel 2007, quando la serie fu pubblicata in Absolute Edition, ottenne un altro Eisner e un altro Harvey Award rispettivamente per il migliore album grafico e per il migliore album grafico da lavori precedentemente pubblicati.

## Adattamenti in pellicola
Ci fu un adattamento in film del fumetto, in un film animato scritto dallo scrittore Stan Berkovitz, prodotto da Bruce Timm, con Darwin Cooke come consulente visivo e della storia. Uscì negli Stati Uniti il 26 febbraio 2008 su DVD, in DVD ad Alta Definizione, e in Disco Blu-Ray, con un'anteprima pubblicata il giorno prima dell'uscita.

## Edizioni
La serie è stata raccolta in due volumi e in una Absolute Edition. Mentre i primi due ristampano fedelmente la miniserie come edita originalmente l'Absolute Edition aggiunge un extra di 13 pagine di storie nuove. Nel 2015 è stata pubblicata una Deluxe edition, che oltre alla miniserie originale presenta il materiale dell'Absolute Edition e Justice League: The New Frontier Special.
- DC: The New Frontier: Volume One  (raccoglie i numeri 1-3)
- DC: The New Frontier: Volume Two (raccoglie i numeri 4-6)
- DC: The New Frontier: Absolute Edition
- DC: The New Frontier: Deluxe Edition

## Merchandising
La DC Direct produsse una linea di action figures basata sulla serie, pubblicata nel luglio 2006.
- Prima serie - Blackhawk, Freccia Verde, Lanterna Verde, Superman e Wonder Woman.
- Seconda serie - Batman, Dottor Fate, Martian Manhunter e Flash. Pubblicati il 12 dicembre 2007.

## Seguiti
Un breve riferimento comparve in Solo n. 5 (2005), una raccolta di brevi storie scritte ed illustrate da Darwin Cooke. Una di queste storie, con protagonista King Faraday, fu ambientata nella Cuba pre-rivoluzione e intitolata Triangulation: A New Frontier Thriller.
In tempo per l'uscita dell'adattamento della serie animata di Justice League: The New Frontier per la DTV, Cooke e la DC Comics pubblicarono uno speciale intitolato Justice League: The New Frontier Special come collegamento così come le storie aggiunte alle versioni dei fumetti. Le storie includevano Batman contro Superman, che rivelò che Superman e Wonder Woman non incontrarono Batman prima degli anni cinquanta. Una storia post-Nuova frontiera mostrò Robin in squadra con Kid Flash per la prima volta. Seguito da una storia in stile Mad Magazine tra Wonder Woman e Black Canary.